# Primeira Divisão 1968/1969
Primeira Divisão 1968/69 byla nejvyšší portugalskou fotbalovou soutěží v sezoně 1968/69. Vítězem se stal a do Poháru mistrů evropských zemí 1969/70 se kvalifikoval tým Benfica Lisabon, Veletržní pohár 1969/70 hrály týmy FC Porto, Vitória Guimaraes, Vitória Setúbal a Sporting Lisabon. Účast v Poháru vítězů pohárů 1969/70 si zajistil poražený finalista portugalského poháru Académica de Coimbra.
Ligy se zúčastnilo celkem 14 celků, soutěž se hrála způsobem každý s každým doma-venku (celkem tedy 26 kol) systémem podzim-jaro. Poslední dva celky přímo sestoupily.

## Tabulka
| Poř. | Tým                  | Z  | V  | R  | P  | VG | OG | B  |
| ---- | -------------------- | -- | -- | -- | -- | -- | -- | -- |
| 1.   | Benfica Lisabon      | 26 | 16 | 7  | 3  | 49 | 17 | 39 |
| 2.   | FC Porto             | 26 | 15 | 7  | 4  | 39 | 23 | 37 |
| 3.   | Vitória Guimaraes    | 26 | 13 | 10 | 3  | 46 | 17 | 36 |
| 4.   | Vitória Setúbal      | 26 | 13 | 9  | 4  | 45 | 20 | 35 |
| 5.   | Sporting Lisabon     | 26 | 11 | 8  | 7  | 35 | 20 | 30 |
| 6.   | Académica de Coimbra | 26 | 12 | 6  | 8  | 48 | 32 | 30 |
| 7.   | GD Fabril Barreiro   | 26 | 8  | 11 | 7  | 32 | 30 | 27 |
| 8.   | CF Os Belenenses     | 26 | 8  | 10 | 8  | 31 | 33 | 26 |
| 9.   | Varzim SC            | 26 | 7  | 8  | 11 | 32 | 49 | 22 |
| 10.  | União de Tomar       | 26 | 7  | 7  | 12 | 27 | 47 | 21 |
| 11.  | Leixões SC           | 26 | 7  | 7  | 12 | 21 | 30 | 21 |
| 12.  | SC Braga             | 26 | 6  | 7  | 13 | 20 | 47 | 19 |
| 13.  | Atlético CP          | 26 | 5  | 2  | 19 | 26 | 49 | 12 |
| 14.  | Sanjoanense Madeira  | 26 | 3  | 3  | 20 | 15 | 52 | 9  |

|  | Pohár mistrů evropských zemí 1969/70 |
|  | Pohár vítězů pohárů 1969/70          |
|  | Veletržní pohár 1969/70              |
|  | Sestup do Segunda Divisão            |